# Vítonice (okres Benešov)
Vítonice (Duits: Wittonitz of Wittonitz in Böhmen) is een Tsjechische plaats in de gemeente Blažejovice in de regio Midden-Bohemen en maakt deel uit van het district Benešov. Het dorp ligt op ongeveer 1,5 km afstand van Blažejovice.
Vítonice telt 10 inwoners (2021).

## Geografie
Vítonice ligt aan de Vítonický, een kleine rivier die uitmondt in de Blažejovický bij Blažejovice.

## Geschiedenis
De eerste schriftelijke vermelding van het dorp dateert van 1407.
Sinds 1967 maakt Vítonice deel uit van de gemeente Blažejovice.

## Verkeer en vervoer

### Autowegen
Er leidt een regionale weg naar het dorp.

### Spoorlijnen
Er is geen spoorlijn of station in Vítonice.

### Buslijnen
Er is één bushalte in het dorp:
| Halte                          | Lijnen  | Trajecten                   | Vervoerder   |
| ------------------------------ | ------- | --------------------------- | ------------ |
| Blažejovice, Vítonice, Roschod | 844 845 | Vlašim - Snět Hořice - Zruč | ČSAD Benešov |

## Bezienswaardigheden
- Dorpskapel

## Galerij

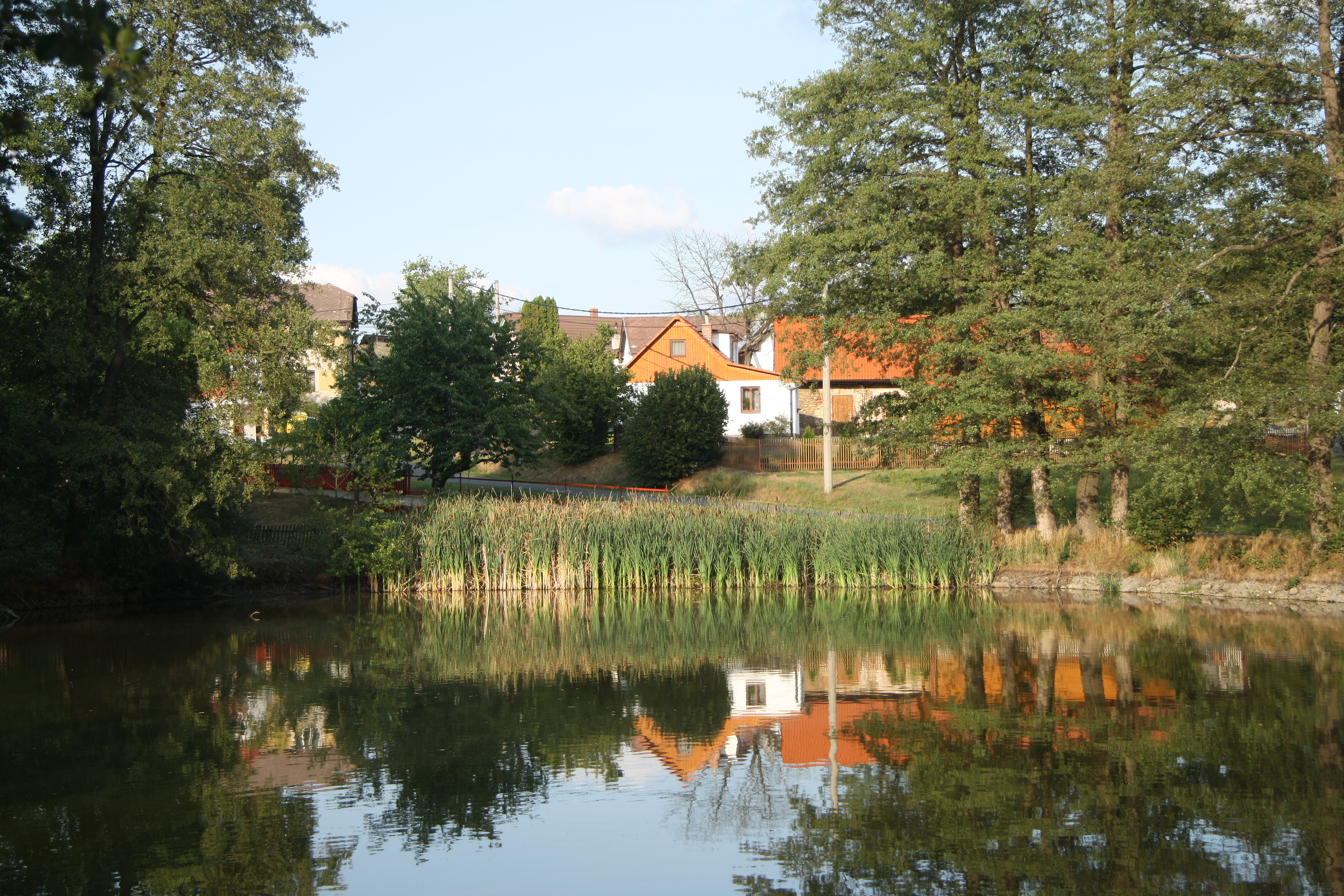
Dorpsvijver (2018)
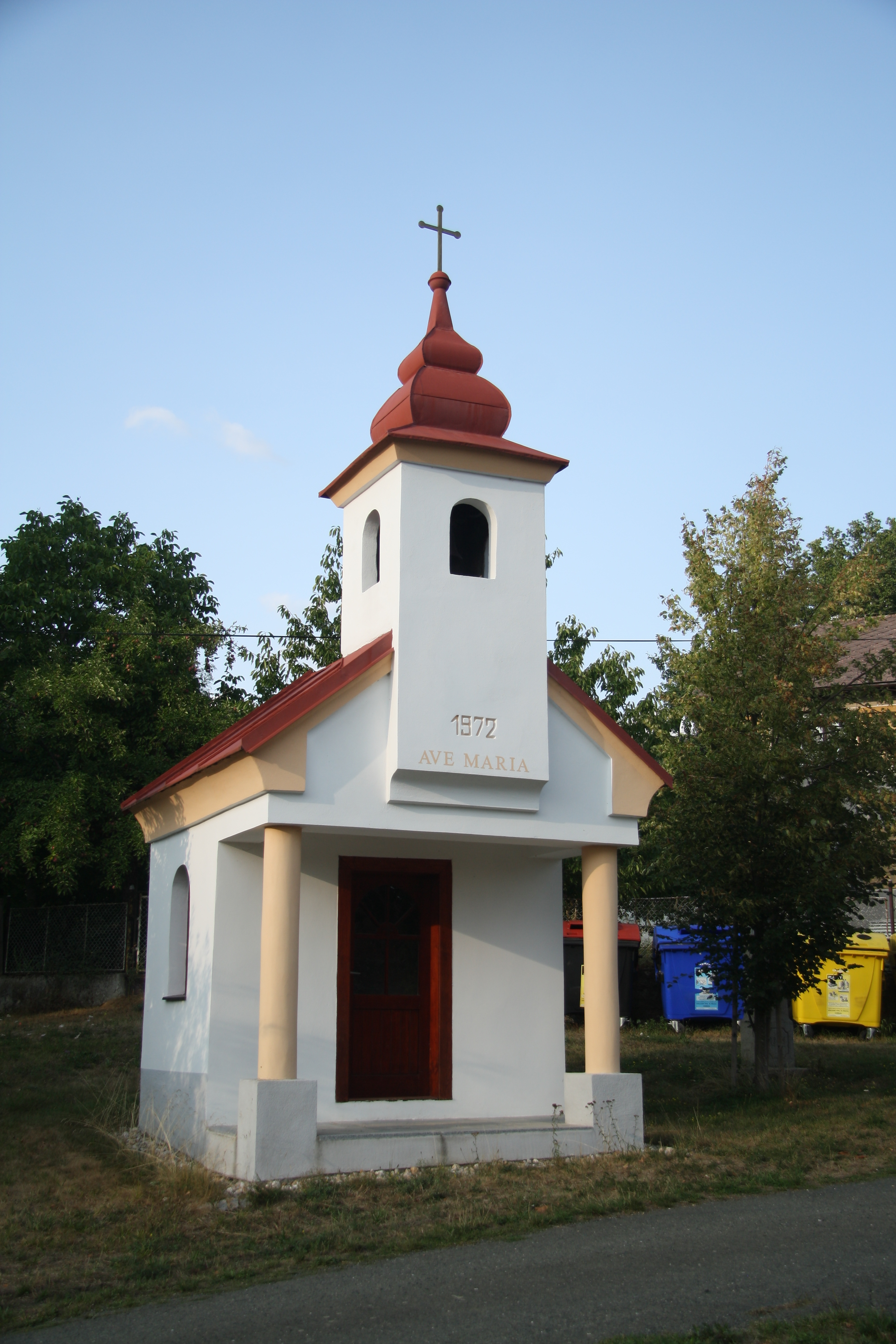
Dorpskapel (2018)